# Patricia Urquiola
Patricia Urquiola (1961) nasceu em Oviedo (Espanha) e atualmente vive em Milão.
Ela cursou a faculdade de arquitetura do Politécnico de Madrid onde graduou em 1989 tendo feito a conclusão de curso com Achille Castiglioni. A partir de 1990 até 1992  ela foi professora assistente nos cursos ministrados por Achille Castiglioni e Eugenio Bettinelli, ambos na Politécnica de Milão e E.N.S.C.I. em Paris. Entre 1990 e 1996 ela trabalhou para o escritório de desenvolvimento de novos produtos de "De Padova" e assinou com Vico Magistretti os produtos: “Flower”, “Loom sofa”, “Chaise” e “Chaise Longue”.
Entre 1992 e 1996 Urquiola abriu um estúdio com dois amigos, de Renzio e Ramerino, trabalhando com arquitetura, interiores, restaurantes,dentre outros. Nos 4 anos seguintes ela foi gerente do Lissoni Associati Group e em 2001 ela abriu seu próprio estúdio em Milão, focado no design de produtos e arquitetura. Patrícia ganhou muitos prêmios de design, tais como Antares-Flos, Artelano, Boffi, Cappellini, Cassina, Kartell. Além de participar de eventos, conferências e dar palestras desenhou para B&B, Bosa, De Vecchi, Fasem, Kartell, Liv’it, MDF Italia, Molteni & C., Moroso e Tronconi. E desenhou showrooms para Knoll, Moroso, Sag 80, e Somma.
Seus produtos foram selecionados para a exibição de Design Italiana de 2001 e para o Catálogo Anual Internacional de Design de 1999 e 2001. Em 2001 ela foi juri do 19º Concurso de Design CDIM e lecionou na Academia Domus. Ela atualmente conduz sua carreira profissional no próprio estudio em Milão nos campos do design, exibições, direção de arte e arquitetura.